# Pablo Barrera
Pablo Barrera (21 de juny de 1987) és un exfutbolista mexicà.

## Selecció de Mèxic
Va formar part de l'equip mexicà a la Copa del Món de 2010.